# Johann Rudolf Zumsteeg
Pour les articles homonymes, voir Zumsteeg.
Johan Rudolf Zumsteeg est un musicien allemand de la seconde moitié du XVIIIe siècle, né à Sachsenflur, dans l'Odenwald, en Bade-Wurtemberg le 10 janvier 1760 – mort à Stuttgart le 27 janvier 1802) .

## Biographie
Johan Rudolf Zumsteeg manifesta dès son enfance de grandes dispositions pour la musique. Néanmoins son père, qui était valet de chambre du duc de Wurtemberg, le fit élever à l'école militaire, comme le destinant  au service, et ensuite prit le parti d'en faire un sculpteur. La vocation du jeune Zumsteeg  triompha de l'une et de l'autre de ces déterminations, et enfin il lui fut permis de s'abandonner exclusivement à son goût pour l'art musical.
Poli (de), Borani et Mazzanti, maîtres de la chapelle ducale, lui donnèrent successivement des leçons. A une pratique constante, l'élève joignait l'étude de la théorie et méditait pendant la nuit les ouvrages de Mattheson, de d'Alembert et de Marbourg. Il n'avait point encore achevé ses cours de chant que déjà il osait s'essayer à la composition, et qu'il faisait des cantates pour les fêtes de la cour. La plupart sont restées manuscrites dans les cartons de l'auteur, mais d'autres ont été gravées et se font remarquer par un chant noble et suave. 
Parmi celles-ci on recherche surtout Lolotte (Lottchen) à la cour, Tamira, Zaalor, Armide. Admis au nombre des musiciens du duc, Zumsteeg se fit applaudir comme violoncelliste, et montra son talent comme compositeur par des pièces d'un genre plus large et plus difficile que celui auquel il s'était borné jusque-là. C'était tantôt une messe à grand orchestre, tantôt un chant pour la fête du printemps de Klopstock, tantôt des airs pour les chœurs des Brigands de Schiller, son ancien camarade de classe. Aussi l'admiration des dilettanti lui fit-elle, lors de la retraite de Poli, confier le titre de maître des concerts de la chapelle de Wurtemberg, place qu'il occupa jusqu'à sa mort, arrivée à Stuttgart, le 27 janvier 1802, à la suite d'une attaque d'apoplexie foudroyante. 
Sans cette fin prématurée, il est probable que ce musicien aurait produit des chefs-d'œuvre. On peut même dire que quelques-uns de ses ouvrages sont dignes de ce titre. Tels sont particulièrement sa Plainte d'Agar, Colma, le Chant mélancolique, Lénore, paroles de Bürger, et surtout l'ile des Esprits, paroles de Gotter. Dans tous ces morceaux on trouve un chant moelleux et large, gracieux et sublime. Zumsteeg excellait à rendre les impressions solennelles et graves, pathétiques et douces. Il y a dans l'ensemble comme dans les détails de son harmonie quelque chose de grandiose et de continu qui élève l'âme sans la faire sortir d'un calme auguste et plein de noblesse. Par un artifice trop rare de nos jours, sa musique satisfait à la fois le savant qui aime à voir le compositeur se jouer au milieu dès difficultés musicales, et le dilettante novice, encore inhabile à dégager le fond de la forme et l'idée musicale de la broderie qui l'enveloppe et la varie. Quelquefois l'auteur se plaît à attaquer et à vaincre une autre sorte de difficulté : il place des notes sous toute une ballade, quelquefois sous un récit, et essaye d'accompagner la muse épique avec le chant qui ordinairement ne songe guère à rivaliser qu'avec la muse lyrique. 
Les papiers et les manuscrits de Zumsteeg furent achetés à sa mort par le prince héréditaire de Weimar, qui y trouva, entre autres fragments encore informes, un opéra en trois actes, intitulé Arzace et Mirza, Le sujet en est tiré d'un roman de Montesquieu. 
On peut consulter sur ce musicien :
1. la Gazette d'Allemagne, 1802, n° 30, où le journaliste donne une esquisse biographique, imprimée depuis à part, avec un éloge funèbre et quelques morceaux de poésies sur la mort de Zumsteeg ;
2. le Musée des musiciens célèbres, avec gravure, etc., du professeur Siebigke, Breslau, Les gazettes musicales ordinaires donnent le recensement de ses œuvres.

Sa fille, Emilie Zumsteeg, fut aussi musicienne.

## Sources
« Johann Rudolf Zumsteeg », dans Louis-Gabriel Michaud, Biographie universelle ancienne et moderne : histoire par ordre alphabétique de la vie publique et privée de tous les hommes avec la collaboration de plus de 300 savants et littérateurs français ou étrangers, 2e édition, 1843-1865 [détail de l’édition]